# Черёмушкинский сельсовет (Красноярский край)
Черёмушкинский сельсове́т — муниципальное образование (сельское поселение) в Балахтинском районе Красноярского края.Административный центр — посёлок Черёмушки.

## География
Черёмушкинский сельсовет находится на юго-востоке Балахтинского района, на правом берегу Красноярского водохранилища. Удалённость административного центра сельсовета — посёлка Черёмушки от районного центра — посёлка Балахта составляет 50 км.

## История
Черёмушкинский сельсовет наделён статусом сельского поселения в 2005 году.

## Население
| 2010 | 2012 | 2013 | 2014 | 2015 | 2016 | 2017 |
| ---- | ---- | ---- | ---- | ---- | ---- | ---- |
| 660  | ↘652 | ↘647 | ↗653 | ↗662 | ↗665 | ↘646 |
| 2018 | 2019 | 2020 | 2021 |      |      |      |
| ↘631 | ↘628 | ↘596 | ↘595 |      |      |      |

Гендерный состав
По данным Всероссийской переписи населения 2010 года 334 мужчины и 326 женщин из 660 чел.

## Состав сельского поселения
В состав сельского поселения входят 5 населённых пунктов:
| № | Населённый пункт | Тип населённого пункта          | Население |
| - | ---------------- | ------------------------------- | --------- |
| 1 | Берёзовая        | деревня                         | ↘44       |
| 2 | Куртюл           | деревня                         | ↘27       |
| 3 | Смоленка         | деревня                         | →3        |
| 4 | Тюлюпта          | деревня                         | ↘1        |
| 5 | Черёмушки        | посёлок, административный центр | ↘585      |